# Gersauerstock
Gersauerstock är en kulle i Schweiz.   Den ligger i distriktet Luzern-Land och kantonen Luzern, i den centrala delen av landet, 80 km öster om huvudstaden Bern. Toppen på Gersauerstock är 1 410 meter över havet, eller 236 meter över den omgivande terrängen. Bredden vid basen är 1,0 km.
Terrängen runt Gersauerstock är huvudsakligen bergig, men västerut är den kuperad. Runt Gersauerstock är det ganska glesbefolkat, med 42 invånare per kvadratkilometer.. Närmaste större samhälle är Luzern, 16,2 km väster om Gersauerstock. 